# 侯赛因·阿里
侯赛因·阿里（英語：Hussein Ali，2002年2月16日—），出生于瑞典的伊拉克足球运动员，司职后卫。现效力于荷蘭甲組足球聯賽球会海倫芬，也代表伊拉克国家足球队。